# رایفایزن بانک روسیه
رایفایزن بانک روسیه (روسی: АО «Райффайзенбанк») شرکت خدمات مالی و بانکداری روسی است، که در سال ۱۹۹۶ تأسیس شد.